# Lijst van nummer 1-hits in Italië in 2013
Deze hits stonden in 2013 op nummer 1 in de FIMI Single Top 10, de bekendste hitlijst in Italië.
| Datum        | Artiest                       | Titel                 |
| ------------ | ----------------------------- | --------------------- |
| 3 januari    | will.i.am & Britney Spears    | Scream & shout        |
| 10 januari   | will.i.am & Britney Spears    | Scream & shout        |
| 17 januari   | will.i.am & Britney Spears    | Scream & shout        |
| 24 januari   | will.i.am & Britney Spears    | Scream & shout        |
| 31 januari   | Vasco Rossi                   | L'uomo più semplice   |
| 7 februari   | Lykke Li                      | I follow rivers       |
| 14 februari  | Lykke Li                      | I follow rivers       |
| 21 februari  | Marco Mengoni                 | L'essenziale          |
| 28 februari  | Marco Mengoni                 | L'essenziale          |
| 7 maart      | Marco Mengoni                 | L'essenziale          |
| 14 maart     | Marco Mengoni                 | L'essenziale          |
| 21 maart     | Marco Mengoni                 | L'essenziale          |
| 28 maart     | Marco Mengoni                 | L'essenziale          |
| 4 april      | Marco Mengoni                 | L'essenziale          |
| 11 april     | Marco Mengoni                 | L'essenziale          |
| 18 april     | P!nk & Nate Ruess             | Just give me a reason |
| 25 april     | P!nk & Nate Ruess             | Just give me a reason |
| 2 mei        | Daft Punk & Pharrell Williams | Get lucky             |
| 9 mei        | Daft Punk & Pharrell Williams | Get lucky             |
| 16 mei       | Daft Punk & Pharrell Williams | Get lucky             |
| 23 mei       | Daft Punk & Pharrell Williams | Get lucky             |
| 30 mei       | Daft Punk & Pharrell Williams | Get lucky             |
| 6 juni       | Daft Punk & Pharrell Williams | Get lucky             |
| 13 juni      | Daft Punk & Pharrell Williams | Get lucky             |
| 20 juni      | Daft Punk & Pharrell Williams | Get lucky             |
| 27 juni      | Daft Punk & Pharrell Williams | Get lucky             |
| 4 juli       | Daft Punk & Pharrell Williams | Get lucky             |
| 11 juli      | Daft Punk & Pharrell Williams | Get lucky             |
| 18 juli      | Naughty Boy & Sam Smith       | La la la              |
| 25 juli      | Avicii                        | Wake me up            |
| 1 augustus   | Avicii                        | Wake me up            |
| 8 augustus   | Avicii                        | Wake me up            |
| 15 augustus  | Avicii                        | Wake me up            |
| 22 augustus  | Avicii                        | Wake me up            |
| 29 augustus  | Avicii                        | Wake me up            |
| 5 september  | Avicii                        | Wake me up            |
| 12 september | Avicii                        | Wake me up            |
| 19 september | Laura Pausini & Kylie Minogue | Limpido               |
| 26 september | Avicii                        | Wake me up            |
| 3 oktober    | Avicii                        | Wake me up            |
| 10 oktober   | Avicii                        | Wake me up            |
| 17 oktober   | Avicii                        | Wake me up            |
| 24 oktober   | Vasco Rossi                   | Cambia-menti          |
| 31 oktober   | Lorde                         | Royals                |
| 7 november   | Ellie Goulding                | Burn                  |
| 14 november  | Mika & Chiara                 | Stardust              |
| 21 november  | Mika & Chiara                 | Stardust              |
| 28 november  | Mika & Chiara                 | Stardust              |
| 5 december   | Passenger                     | Let her go            |
| 12 december  | U2                            | Ordinary love         |
| 19 december  | Michele Bravi                 | La vita e la felicità |
| 26 december  | Mika & Chiara                 | Stardust              |